# Mélody Vilbert
Pour les articles homonymes, voir Vilbert.
 (décembre 2014).
Mélody Vilbert, née le 6 octobre 1976 à Toulouse, est une reine de beauté, animatrice de télévision, comédienne et chroniqueuse française. 
Elle a été élue Miss France 1995 à 18 ans, après avoir été élue Miss Aquitaine 1994. Elle est la 65e Miss France.

## Biographie
Mélody Vilbert est originaire de Toulouse.

### Études
Elle a fait ses études au Lycée Camille-Jullian à Bordeaux.

## Miss France

### Miss Aquitaine
Elle est élue Miss Aquitaine 1994 à Martignas-sur-Jalle en Gironde, titre la qualifiant pour l'élection de Miss France 1995.

### Élection
L'élection de Miss France 1995 s'est déroulée au Palais des Congrès au CNIT, La Défense à Puteaux, et présentée par Julien Lepers.
Mélody Vilbert est la dernière Miss France élue sur France 3 le 27 décembre 1994, l'élection étant diffusée sur TF1 à partir de décembre 1995.
Ses dauphines sont :
- 1re dauphine : Hélène Lantoine, Miss Flandre, représentante de la France au concours Miss Monde 1995
- 2e dauphine : Corinne Lauret, Miss Réunion, représentante de la France au concours Miss Univers 1995, classée 17e
- 3e dauphine : Ludmilla Canourgues, Miss Guadeloupe, Miss Caraïbe 1995
- 4e dauphine : Sophie Roger, Miss Bourgogne.

### Année de Miss France
Grâce à son titre de Miss France, Mélody Vilbert a pu se rendre aux États-Unis, au Japon, en Afrique du Sud, en Pologne, en France métropolitaine et en outre-mer : Guadeloupe, La Réunion et Martinique[réf. nécessaire].
Elle n'a pas concouru à Miss Univers ni à Miss Monde.
Le 10 septembre 1995, à Tokyo au Japon, Mélody Vilbert est demi-finaliste au concours Miss International 1995 (classée dans le Top 15).
Le 16 décembre 1995, au Grand Palais de Lille, elle transmet son titre à  Laure Belleville, Miss Pays de Savoie, élue Miss France 1996. L'élection est retransmise pour la première fois sur TF1.

## L'après Miss France
Le 13 décembre 1997, elle fait partie du jury de l'élection de Miss France 1998, à Deauville et retransmise en direct sur TF1, aux côtés d'Alexandre Delperier, Elisabeth Teissier, Bernard Montiel, Richard Virenque, Henri Salvador, Myriam Stocco, Philippe Chatel et Anne d'Ornano.
Le 19 décembre 2020, elle est présente lors de l'élection de Miss France 2021, composé d'anciennes Miss France et présidé par Iris Mittenaere, Miss France et Miss Univers 2016. L'élection se déroule au Puy du Fou et est retransmise en direct sur TF1.

### Mannequinat
Après les podiums des Miss, Mélody entreprend une carrière dans le mannequinat, posant pour des publicités de lingerie, cosmétiques, produits pharmaceutiques. Elle devient alors l'image publicitaire de plusieurs marques de mode ou cosmétique comme dans des campagnes pour Dior, Nike, Uriage, Bergasol, Dove, etc.[réf. souhaitée]
Sur l'initiative de Sylvie Tellier, elle pose sous l'objectif de Peter Lindbergh, avec onze autres Miss France pour le calendrier 2008 des Miss France en faveur de l'association Ela.[réf. souhaitée]

### Animatrice, actrice, auteur et chroniqueuse
Mélody Vilbert apparait dans plusieurs séries ou fictions télévisées, courts et longs métrages ainsi que sur le web.
En 2009, elle fait une apparition dans le clip de la chanson C'est dit de Calogero.[réf. souhaitée]
À la télévision, elle coanime tous les matins le morning de Non Stop People aux côtés de Paul de Saint Sernin et l'émission The Artists aux côtés de Guillaume Durand.
À partir de 2012, elle est auteur pour la presse, la télévision et le cinéma. Elle signe des articles pour la presse féminine, puis a sa rubrique personnelle « La vie de Mélo » dans le magazine Biba. Elle intègre l'équipe d'auteurs de l'humoriste Nicolas Canteloup, et signe une partie des textes qui font le succès de l'émission C'est Canteloup sur TF1.[réf. souhaitée]
Le 12 décembre 2014, elle est chroniqueuse dans l'émission Touche pas à mon poste ! sur D8. Elle ne sera présente que pour une émission, présentée ce jour-là par Julien Courbet et non par Cyril Hanouna.
Le 18 janvier 2015, elle présente, avec Olivier Minne, l'élection de Miss Prestige National se déroulant à Kirrwiller et retransmise en direct sur Non Stop People.

### Filmographie
- 2009 : clip de la chanson C'est dit de Calogero
- 2015 : Peplum (mini-série) : la femme du sénateur
- 2015 : Idéal (court-métrage)
- 2015 : Je suis la claque de ma vie (court-métrage)